# 제이컵 디그롬
 제이콥 앤서니 디그롬(Jacob Anthony deGrom, 1988년 6월 19일 ~ )은 미국의 야구 선수로, 메이저 리그에 소속되어 있는 텍사스 레인저스의 투수이다.

## 아마추어 시절
스테츤 대학교에 재학 중이던 디그롬은 2학년 때까지 유격수로 활동하였고, 3학년에 투수로 전향하였다.

## 뉴욕 메츠 시절
디그롬은 2010년 메이저리그 신인 드래프트에서 9라운드 272순위로 뉴욕 메츠에 지명되었고, 2014년에 메이저리그에 데뷔하였고 그 해에 내셔널 리그 올해의 신인상을 수상하였다. 2018년에 10승 8패 269 탈삼진에 1.70의 평균자책점을 기록하여 내셔널 리그 사이 영 상을 수상하였다. 특히 이 시즌 그가 기록한 10승은 역대 사이 영 상 수상자들 중 최저 승에 해당한다. 이러한 활약을 바탕으로 2019년 3월 26일에 옵트 아웃 조항을 포함한 5년 1억 3750만 달러에 연장 계약을 체결하였다. 2019년에는 11승 8패 243 탈삼진에 2.43의 평균자책점을 기록하였고, 이러한 활약으로 2년 연속 내셔널 리그 사이 영 상을 수상하였다. 코로나19로 인해 60경기 단축시즌이 시행된 2020년 시즌에는 104 탈삼진을 기록하여 이 부문 1위를 차지하였다. 2021년 시즌에는 전반기 동안 15경기에 등판하여 7승 2패 146 탈삼진에 1.04의 평균자책점을 기록하며 내셔널 리그 올스타에 선정되었지만, 전완근 부상으로 인해 후반기에는 등판하지 못하였다. 2022년 시즌에는 어깨 부상 등으로 인해 8월 2일 워싱턴 내셔널스전이 되어서야 경기에 출전하였고 11경기에 선발 등판하여 5승 4패 102 탈삼진에 3.08의 평균자책점을 기록하였다. 2022년 시즌 후 옵트 아웃 조항을 발동하여 FA 자격을 취득하였다.

## 텍사스 레인저스 시절
2022년 시즌 후 FA 자격을 취득하였고, 그 해 12월 3일에 5+1년 최대 2억 2200만 달러에 텍사스 레인저스로 이적하게 되었다.

## 수상 경력
- 2014년 NL 올해의 신인 상
- 2018년, 2019년 NL 사이 영 상
- 2015년, 2018년, 2019년, 2021년 NL 올스타

## 통산 투수 기록
| 연 도          | 소 속          | 나 이          | 승 리 | 패 전 | 승 률 | 평 자 책 | 출 장 | 선 발 | 완 투 | 완 봉 | 세 이 브 | 홀 드 | 이 닝  | 피 안 타 | 피 홈 런 | 볼 넷 | 고 4 | 탈 삼 진 | 몸 맞 | 보 크 | 폭 투 | 실 점 | 자 책 | 타 자 수 | W H I P |
| -------------- | -------------- | -------------- | ----- | ----- | ----- | -------- | ----- | ----- | ----- | ----- | -------- | ----- | ------ | -------- | -------- | ----- | ---- | -------- | ----- | ----- | ----- | ----- | ----- | -------- | ------- |
| 2014           | NYM            | 26             | 9     | 6     | .600  | 2.69     | 22    | 22    | 0     | 0     | 0        | 0     | 140.1  | 117      | 7        | 43    | 2    | 144      | 1     | 0     | 1     | 44    | 42    | 565      | 1.140   |
| 2015           | NYM            | 27             | 14    | 8     | .636  | 2.54     | 30    | 30    | 0     | 0     | 0        | 0     | 191.0  | 149      | 16       | 38    | 2    | 205      | 2     | 0     | 6     | 59    | 54    | 751      | .979    |
| 2016           | NYM            | 28             | 7     | 8     | .467  | 3.04     | 24    | 24    | 1     | 1     | 0        | 0     | 148.0  | 142      | 15       | 36    | 0    | 143      | 3     | 0     | 4     | 53    | 50    | 604      | 1.203   |
| 2017           | NYM            | 29             | 15    | 10    | .600  | 3.53     | 31    | 31    | 1     | 0     | 0        | 0     | 201.1  | 180      | 28       | 59    | 5    | 239      | 2     | 0     | 7     | 87    | 79    | 827      | 1.187   |
| 2018           | NYM            | 30             | 10    | 9     | .526  | 1.70     | 32    | 32    | 1     | 0     | 0        | 0     | 217.0  | 152      | 10       | 46    | 3    | 269      | 5     | 0     | 2     | 48    | 41    | 835      | .912    |
| 2019           | NYM            | 31             | 11    | 8     | .579  | 2.43     | 32    | 32    | 0     | 0     | 0        | 0     | 204.0  | 154      | 19       | 44    | 1    | 255      | 7     | 0     | 2     | 59    | 55    | 804      | .971    |
| 2020           | NYM            | 32             | 4     | 2     | .667  | 2.38     | 12    | 12    | 0     | 0     | 0        | 0     | 68.0   | 47       | 7        | 18    | 0    | 104      | 0     | 0     | 4     | 21    | 18    | 268      | .956    |
| 2021           | NYM            | 33             | 7     | 2     | .778  | 1.08     | 15    | 15    | 1     | 1     | 0        | 0     | 92.0   | 40       | 6        | 11    | 0    | 146      | 1     | 0     | 0     | 14    | 11    | 324      | .554    |
| 2022           | NYM            | 34             | 5     | 4     | .556  | 3.08     | 11    | 11    | 0     | 0     | 0        | 0     | 64.1   | 40       | 9        | 8     | 0    | 102      | 0     | 0     | 0     | 22    | 22    | 239      | .746    |
| MLB 통산 : 9년 | MLB 통산 : 9년 | MLB 통산 : 9년 | 82    | 57    | .590  | 2.52     | 209   | 209   | 4     | 2     | 0        | 0     | 1326.0 | 1021     | 117      | 303   | 13   | 1607     | 21    | 0     | 26    | 407   | 372   | 5217     | .998    |

- 시즌 기록 중 굵은 글씨는 해당 시즌 최고 기록

## 같이 보기
- 사이 영 상
- 메이저 리그 베이스볼 올해의 신인상